# アイル・ビー・ゼア・フォー・ユー (ザ・レンブランツの曲)
「アイル・ビー・ゼア・フォー・ユー」（I'll Be There for You）は、1995年にリリースされたザ・レンブランツの曲である。テレビドラマシリーズ『フレンズ』のテーマソングとして1994年から2004年まで使用された。また、日本でもトーク番組『鶴瓶上岡パペポTV』（読売テレビ・日本テレビ系）のテーマソングとして1995年10月から1996年正月放送の新春スペシャルまで使用された。

## 概要
『フレンズ』の放送開始当初は最初の1コーラスしかないショート（TV）・バージョンしかなく、『フレンズ』の人気の上昇に伴って、翌年(1995年)にフルサイズのレコーディングが行われた。基本的に編曲はほぼ同じだが、フルバージョンの方がよりロック色が強くなっている。TVバージョンのインストゥメンタルは『フレンズ』のサントラ盤にボーナス・トラックの形で収録されている。レンブランツのアルバム「LP」のラスト（15曲目）に収録されているが、急遽収録が決まったために、ジャケットや曲順には14曲目までの記載しかなく（アメリカ盤にはもともと歌詞カードはついていなかった）、シークレット・トラック扱いで収録された。
ビルボードのラジオ・エアプレイ・チャート（Mainstream Top 40）では1995年6月17日から8週間に亘って1位をキープした。当時は「シングル盤の発売がない楽曲はビルボードHOT100にはランクインできない」というルールだったため、この曲がHOT100にランクインしたのはアメリカでのシングル盤が「This House Is Not A Home」との両A面でリリースされた同年秋となった（最高位17位）。
一方のヨーロッパでも番組人気の高まりとアメリカのエアプレイ・チャートでの大ヒットを受けて同年8月にシングル盤がリリースされ、特に番組人気の高かったイギリスでは最高3位を記録している。
この曲のビデオクリップには、『フレンズ』のメインキャストの6人（ジェニファー・アニストン、コートニー・コックス、リサ・クドロー、マット・ルブランク、マシュー・ペリー、デイヴィッド・シュワイマー）も登場している。

## 収録曲
ヨーロッパ基準
1. "I'll Be There for You" (3:09)
2. "Fixin' to Blow" (5:03)
3. "Just The Way It Is Baby" (4:06)
4. "Snippets Medley" (6:46)